# Nidarosi katedrális

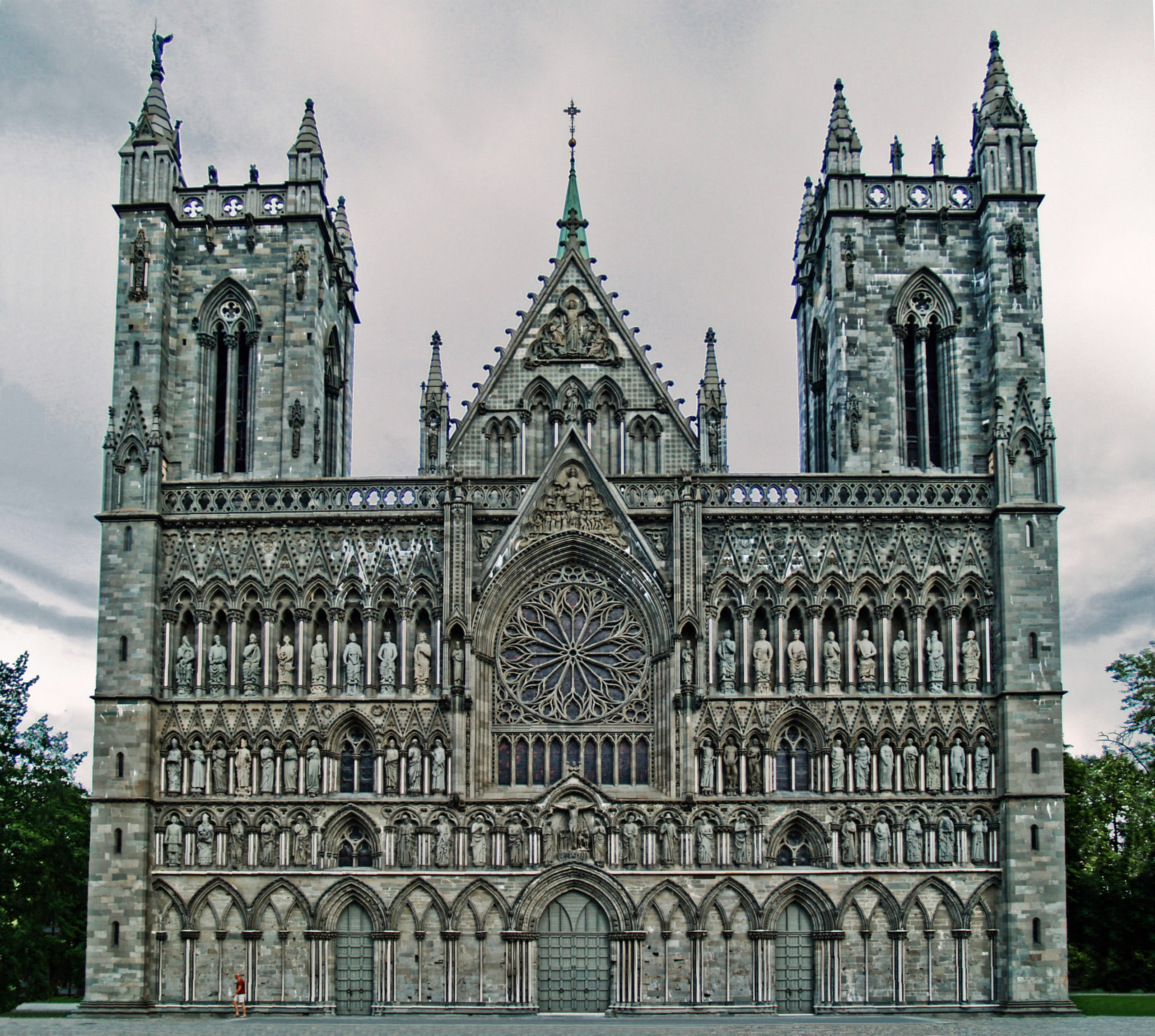
A katedrális nyugati homlokzata

A Nidarosi katedrális, avagy Trondheim katedrálisa Skandinávia egyik legnagyobb temploma és sokáig a norvég királyok koronázási helyszíne volt.Az 1150-ben elkezdett templom többször elpusztult és újjáépítették, utoljára 1869-ben Heinrich Ernst Schirmer (1814–1887). A templom egyben zarándokhely Szent Olaf (995–1030) sírjához. A templom a középkorban háromszor is kiégett; 1328-ban, 1432-ben és 1531-ben. Az 1531-es tűzvész után pénzhiányból már csak az apszist építették újra. 1708-ban ismét teljesen leégett a templom, és még mielőtt elkezdhették volna a felújítást, 1719-ben belecsapott a villám. 1869-ben kezdődött Heinrich Ernst Schirmer vezetésével a katedrális újkori rekonstrukciója. Mivel hiányoztak a történelmi dokumentumok és feljegyzések, a rekonstrukció gyakorlatilag spekuláció. Az újjáépítést hivatalosan 2001-ben fejezték be.